# Anastassia Michaeli
Pour les articles homonymes, voir Michaeli.
 (juin 2012).
Si vous disposez d'ouvrages ou d'articles de référence ou si vous connaissez des sites web de qualité traitant du thème abordé ici, merci de compléter l'article en donnant les références utiles à sa vérifiabilité et en les liant à la section « Notes et références ».
Anastassia Michaeli (en hébreu : אנסטסיה מיכאלי ; en russe : Анастасия Михаэли) née le 12 juillet 1975 à Léningrad, est une femme politique israélienne. Membre de la Knesset, elle appartient au parti d'extrême droite Israël Beytenou, dirigé par Avigdor Liberman.

## Liminaire
Anastassia Michaeli siège à la Knesset depuis mars 2009 et y rempli  plusieurs fonctions : elle est présidente du forum chargé de faire avancer le statut et les droits de la famille. Elle est membre de la commission de l'éducation, de la culture et des sports, de la commission sur la condition féminine, de la commission du contrôle de l'État. Elle est aussi membre du sous-comité chargé de la lutte contre la traite des femmes, du sous-comité chargé du contrôle du système éducatif, et enfin de la commission spéciale chargée de surveiller la Seconde Autorité pour la télévision et la radio.
Elle est active dans la sphère internationale, elle préside la "Ligue de l'amitié" entre Israël et l'Autriche, l'Estonie et la Suisse. Elle a représenté la Knesset dans des délégations officielles à l'Union européenne, en France, au Royaume-Uni et en Taiwan.

## Biographie
Anastassia Michaeli est née à Leningrad en Union soviétique (aujourd'hui : Saint-Pétersbourg, Russie). Elle étudie dans une école qui met l'accent sur la langue anglaise, ce qui lui permet dès son plus jeune âge d'enseigner l'anglais à des enfants afin de participer au soutien financier de sa famille, dont la situation économique est difficile. À la même époque, elle est présidente du "Club de l'amitié internationale" de son école, dont le but est d'accueillir les délégations étrangères, de représenter la ville et de renforcer les liens avec la communauté internationale. Elle pratique également pratiqué diverses activités sportives, en particulier le ski de fond dans lequel elle atteint un haut niveau national.
Après le Lycée, elle étudie un an dans une classe préparatoire dans une université de Lettres, puis commence à étudier l'ingénierie des systèmes de communication à l'université de télécommunication de Saint-Pétersbourg. À 19 ans, elle participe à plusieurs concours de beauté régionaux et internationaux, elle remporte des titres et obtient un contrat de mannequinat à Paris. En 1995, elle prend une année sabbatique et quitte momentanément le milieu universitaire pour s'installer en France. Après son retour, elle termine sa maîtrise en électrotechnique.
Lors de l'exposition Expo à Saint-Pétersbourg, elle rencontre un homme d'affaires et ingénieur en électronique, Joseph Samuelson, ancien boxeur professionnel né en Lettonie. En 1997, ils se marient et s'installent en Israël. Anastassia Michaeli commence un long processus de conversion au judaïsme, conversion orthodoxe qui dure trois ans et demi, à la suite duquel ils se marient selon la Halakha.
Après avoir achevé l'apprentissage de l'hébreu dans un Oulpan, elle obtient un diplôme en administration des affaires à l'université Bar-Ilan. Elle prend également des cours dans des domaines variés, parmi eux : "un cours de développement de systèmes d'information dans l'ère d'Internet MCP et JAVA" à Sivan - centre de formation supérieure high-tech, "un cours d'entrepreneuriat et du commerce extérieur" de l'association des entrepreneurs israéliens, etc.
Anastassia Michaeli est mariée et mère de huit enfants.

### Carrière dans les médias
En 1998, elle commence une carrière d'actrice et de mannequin en Israël. En 2002, elle rejoint la nouvelle « chaîne télévisée n09 », « Israël Plus », dans laquelle tous les programmes sont en russe, où elle a présenté l'émission quotidienne « les plaisirs de la vie » aux côtés de Michael Teplitsky. Leur émission était très populaire, mais a aussi été critiqué pour exposer un style de vie riche que la plupart des Israéliens et en particulier les nouveaux immigrants ne peuvent se permettre. Plus tard, elle a été choisie pour présenter le programme matinal quotidien « le nouveau jour » avec Vlad Zarniski.

### Carrière politique
Après avoir été énormément sollicitée pour entrer en politique, Anastassia Michaeli décide d'adhérer au parti « Kadima », qui est alors à ses débuts. Elle est candidate à la dix-septième Knesset, mais n'y entre pas car elle n'arrive qu'à la 44e place.
Après avoir été sollicitée par Avigdor Liberman, président du parti « Israël Beytenou », elle rejoint ce parti en décembre 2008. Inscrite à la neuvième place sur la liste de ce parti, elle est élue à la dix-huitième Knesset.